# Il est en nous l'amour
Albums de Nicole Martin
L'Amour avec toi Histoires de femmes
Il est en nous l’amour est le 14e album studio de Nicole Martin. L'album est sorti en 1985 chez Les Disques Isba. Au Gala de l’ADISQ de l’année 1986, la chanson-titre de l’album, « Il est en nous l’amour », a été en nomination pour un Prix Félix dans la catégorie « chanson de l’année ».

## Liste des titres
| No  | Titre                                                        | Paroles           | Musique                                                   | Durée |
| --- | ------------------------------------------------------------ | ----------------- | --------------------------------------------------------- | ----- |
| 1.  | Il est en nous l’amour                                       | Pierre Létourneau | Claude Léveillée                                          | 3 :25 |
| 2.  | Tes yeux                                                     | Gilles Brown      | Jimmy Bond                                                | 3 :14 |
| 3.  | Oui paraît-il                                                | Pierre Létourneau | Yves Martin                                               | 3 :20 |
| 4.  | Tu n’peux pas t’figurer                                      | Paul Misraki      | Paul Misraki                                              | 3 :01 |
| 5.  | Ne t’en va pas                                               | Pierre Létourneau | Germain Gauthier                                          | 3 :15 |
| 6.  | Hymne à l'amour (version raccourcie)                         | Édith Piaf        | Marguerite Monnot                                         | 3 :00 |
| 7.  | Il était une fois des gens heureux (du film « Les Plouffe ») | Stéphane Venne    | Stéphane Venne et Claude Denjean                          | 2 :39 |
| 8.  | Je t’aime autant qu’avant                                    | Pierre Létourneau | Robert Leroux                                             | 4 :03 |
| 9.  | Tout seul au monde (version raccourcie)                      | Pierre Létourneau | Angelo Finaldi, Yves Martin et Hovaness 'Johnny' Hagopian | 4 :28 |
| 10. | Au nom de l’amour (Blues)                                    | Yves Martin       | Angelo Finaldi                                            | 4 :52 |
| 11. | Laisse-moi partir (version raccourcie)                       | Pierre Létourneau | Angelo Finaldi et Hovaness 'Johnny' Hagopian              | 4 :48 |

## Singles extraits de l'album
- Il est en nous l’amour
- Je t’aime autant qu’avant
- Tout seul au monde